# Демократска Република Конго на Светском првенству у атлетици на отвореном 2017.
Демократска Република Конго је учествовала на Светском првенству у атлетици на отвореном 2017. одржаном у Лондону од 4. до 13. августа петнаести пут. Репрезентацију Демократске Републике Конго представљао је један такмичар који се такмичио у трци на 200 метара.,
На овом првенству такмичар Демократске Републике Конго није освојио ниједну медаљу али је остварио најбољи лични резултат сезоне.

## Учесници
Мушкарци:
- Кабонго Мулумба — 200 м

## Резултати

### Мушкарци
| Атлетичар       | Дисциплина | Лични рекорд | Квалификације | Квалификације | Полуфинале           | Полуфинале           | Финале               | Финале       | Детаљи                                     |
| Атлетичар       | Дисциплина | Лични рекорд | Резултат      | Место         | Резултат             | Место                | Резултат             | Место        | Детаљи                                     |
| --------------- | ---------- | ------------ | ------------- | ------------- | -------------------- | -------------------- | -------------------- | ------------ | ------------------------------------------ |
| Кабонго Мулумба | 200 м      | 23,22        | 23,57 ЛРС     | 7. у гр. 4    | Није се квалификовао | Није се квалификовао | Није се квалификовао | 46 / 46 (50) | Архивирано на веб-сајту (21. октобар 2018) |